# Irene Vasco
Irene Vasco (Bogotá,  Colombia, 23 de abril de 1952) es una escritora y formadora de lectores colombiana, Licenciada en Literatura. Ha publicado numerosos libros para niños y jóvenes. Dedica gran parte de su vida a realizar talleres alrededor de la lectura y la formación de lectores. Con frecuencia participa en programas estatales e institucionales dirigidos a comunidades indígenas y campesinas remotas, con énfasis en ciudadanía y responsabilidad social. A menudo es invitada a congresos y seminarios internacionales como conferencista. Además de ser especialista en literatura infantil y juvenil, es traductora del portugués, francés y español.

## Participación en formación de lectores y escritores
Es socia fundadora de la Librería Espantapájaros y de Espantapájaros Taller (1988-1997), un proyecto inspirado en distintas formas de leer propias de los niños y las niñas. También promotora de la Biblioteca Comunitaria La Alegría, Tolú, Sucre a partir de 2000.
Se ha desempeñado como animadora a la lectura y conductora de talleres dirigidos a padres, maestros, bibliotecarios, promotores culturales, niños y jóvenes en programas organizados por distintas instituciones en Colombia.
Fue asesora del programa Palabras que Acompañan, una iniciativa de la compañía farmacéutica Dolex/GlaxoSmithKline en 2002 y asesora para la selección de colecciones para niños y jóvenes de La Biblioteca de los Niños, Instituto Distrital de Cultura y Turismo, Bogotá, 1999 y para el Plan Nacional de Lectura, Banco de la República, 2003 a 2007.
Es directora del programa La imprenta manual desde 2002, un programa creativo, de formación de lectores y productores de textos para todas las edades.
Asesora del programa CUIDARTE, Ministerio de Educación-CINDE, 2010
Directora de Proyectos Digitales de emilibro.com a partir de 2011 
Asesora del programa Fiesta de la Lectura en el departamento de Sucre, ICBF-FUNDALI, 2011
Coordinadora académica Fiesta de la Lectura en 9 departamentos del occidente colombiano, ICBF-FUNDALI, 2012
Asesora del Museo Nacional de Colombia para el diseño de la Sala Didáctica Dioses y cerámica de Grecia, 2012-2013
Asesora de SAI, Sabiduría Ancestral Indígena, Adaptación de relatos, Sura – Fundación Escuela Nueva, 2014
Asesora de la Universidad Javeriana en el Proyecto para el Uso y Apropiación de las TIC en bibliotecas públicas, 2015

## Obra

### Como escritora

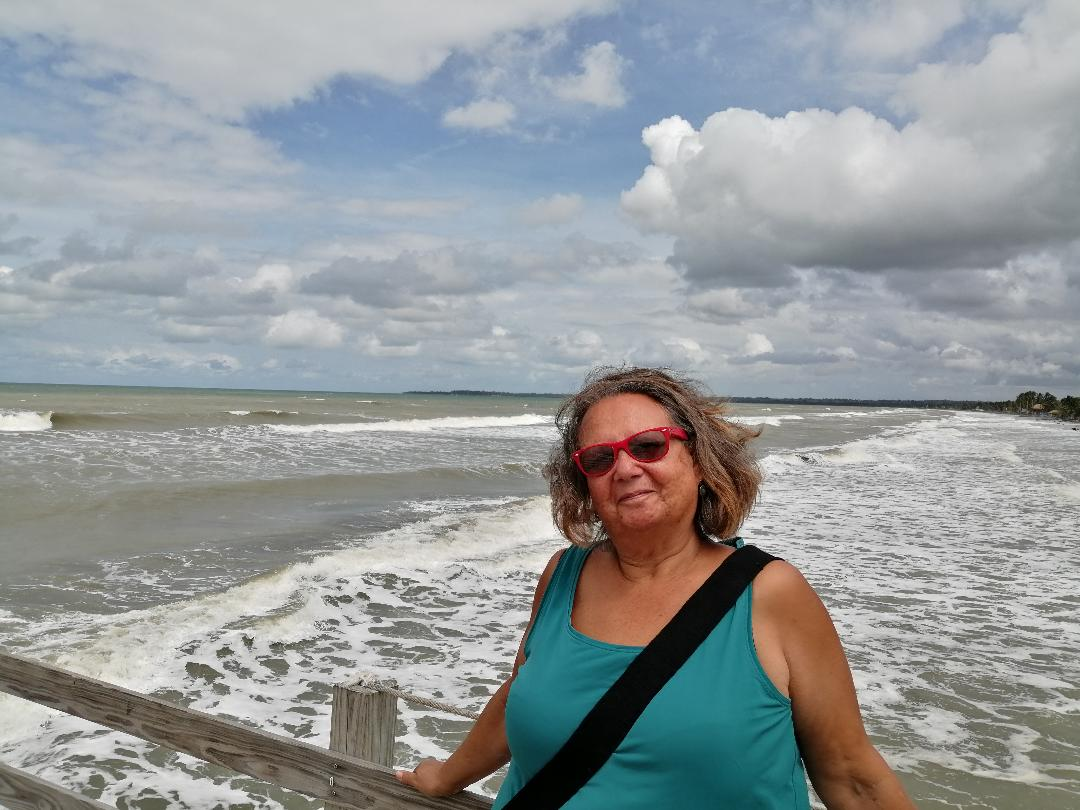
Irene Vasco, escritora

1. Don Salomón y la peluquera, Bogotá, Carlos Valencia Editores, 1990 - Editorial Panamericana, 1997
2. Conjuros y sortilegios, Bogotá, Carlos Valencia Editores, 1990 - Editorial Panamericana, 1997 (Libro seleccionado por la Secretaría de Educación de México para hacer parte de 46.100 Bibliotecas Escolares, 2003)
3. Paso a paso, Bogotá, Carlos Valencia Editores, 1995 - Editorial Panamericana, 1996
4. Como todos los días, Bogotá, Educar Cultural, 1997 - Enlace Editorial, Colombia, 2019
5. Alejandro López, a la medida de lo imposible, Bogotá, Colciencias - Panamericana, 1998
6. Pedro Nel Gómez, mitos, minas y montañas, Bogotá, El Navegante Editores, 1999
7. Sin pies ni cabeza, Bogotá, Editorial Norma, 2000
8. El dedo de Estefanía y otros cuentos, Bogotá, Editorial Alfaguara, 2000 - Enlace Editorial, Colombia, 2019
9. Un mundo del tamaño de Fernando Botero, Bogotá, El Navegante–Banco de la República, 2000
10. Vamos al médico, Guía para padres, Bogotá, Alfaguara - Glaxo Smith Kline, 2002 (82.000 ejemplares)
11. En la sala de espera, Guía para padres, Bogotá, Glaxo Smith Kline - Alfaguara, 2002 (82.000 ejemplares)
12. En el hospital, Guía para padres, Bogotá, Glaxo Smith Kline - Alfaguara, 2002 (82.000 ejemplares)
13. No te vayas a aburrir, para niños hospitalizados, Bogotá, Glaxo Smith Kline - Alfaguara, 2002 (82.000 ejemplares)
14. Mis 130 apellidos, Bogotá, Alfaguara, 2003 - Enlace Editorial, Colombia, 2019
15. La casa donde vive el arte, Bogotá, El Navegante-Banco de la República, 2004
16. Cuentos de navidad, Bogotá, Panamericana, 2004
17. Las sombras de la escalera, México, Fondo de Cultura Económica, 2004 (Libro seleccionado por la Secretaría de Educación de México para hacer parte de 96.000 Bibliotecas Escolares, 2007)
18. A veces, Bogotá, Panamericana, 2005 (Libro seleccionado por la Secretaría de Educación de México para hacer parte de 81.000 Bibliotecas Escolares, 2006)
19. Medalla de honor, Bogotá, Panamericana, 2006
20. Simón quiere perder el año, Bogotá, Panamericana, 2010
21. Lugares fantásticos en Colombia, Bogotá, Ediciones B, 2007
22. Ciudades históricas de Colombia, Bogotá, Ediciones B, 2009
23. La Independencia de Colombia: así fue, Bogotá, Ediciones B, 2009
24. La gran barca, Penguin Bogotá, Penguin Random House, 2010- Enlace Editorial, Colombia, 2019
25. Jero Carapálida y el guardián de las cosas perdidas, Bogotá, Penguin Random House, Montena, 2011
26. Cambio de voz, Bogotá, Penguin Random House, 2011
27. Las bibliotecas públicas que queremos, Serie Bibliotecas Públicas. Biblioteca Nacional de Colombia, Ministerio de Cultura. Autora: Gloria María Rodríguez, trabajo en colaboración, 2011
28. Mambrú perdió la guerra, México, Fondo de Cultura Económica, 2012
29. Expedición Macondo, Penguin Random House, 2015
30. Jero Carapálida y el concierto desconcertante, Penguin Random House, 2015
31. Letras al carbón, Editorial Juventud, Barcelona, España, 2015
32. Abril Celeste y el acertijo de la sopa verde, Editorial Norma, 2016 -  Enlace Editorial, Colombia, 2019
33. Las bibliotecas públicas que queremos, Manual para capacitadores – Inducción a bibliotecarios, Biblioteca Nacional de Colombia, Ministerio de Cultura. En colaboración con Gloria María Rodríguez, 2016
34. Expedición El Principito, Penguin Random House, 2018
35. Domingos con la tía Tina, Enlace Editorial, Colombia, 2019
36. La joven maestra y la gran serpiente, Editorial Juventud, Barcelona, España, 2019, libro seleccionado por la Biblioteca Pública de New York como uno de los 10 mejores libros para niños en español en 2019 y Premio Fundación Cuatrogatos 2020
37. Tiempo de gatos, Santillana México – Milenguaje, 2020

### Como traductora
1. El ejército de un hombre sólo, Moacyr Scliar. Tercer mundo, 1988.
2. Todo al mismo tiempo ahora, Ana María Machado. Editorial Normal, 2000.
3. Un montón de unicornios, Ana María Machado. Editorial Normal, 2001.
4. Chao, Lydia Bojunga. Editorial Norma, 2001.
5. Los amigos, Lydia Bojunga. Editorial Normal, 2001.
6. La cofradía de las espadas, Rubem Fonseca. Editorial Norma 2001.
7. La cama, Lygia Bojunga. Editorial Norma, 2002.
8. El abrazo, Lygia Bojunga. Editorial Norma, 2003.
9. El hombre que no paraba de crecer, Marina Colasanti. Editorial Norma, 2005.
10. La tortuga sabia y el mono entrometido, Ana María Machado. Editorial Norma, 2007
11. Ana Z. ¿Para dónde vas?, María Colasanti, Editorial Panamericana, 2016.
12. Penélope manda saludos, María Colasanti. Editorial Panamericana, 2016.[9]

## Premios y reconocimientos
- XX Premio Iberoamericano SM de Literatura Infantil y Juvenil (2024)